# Castrametación

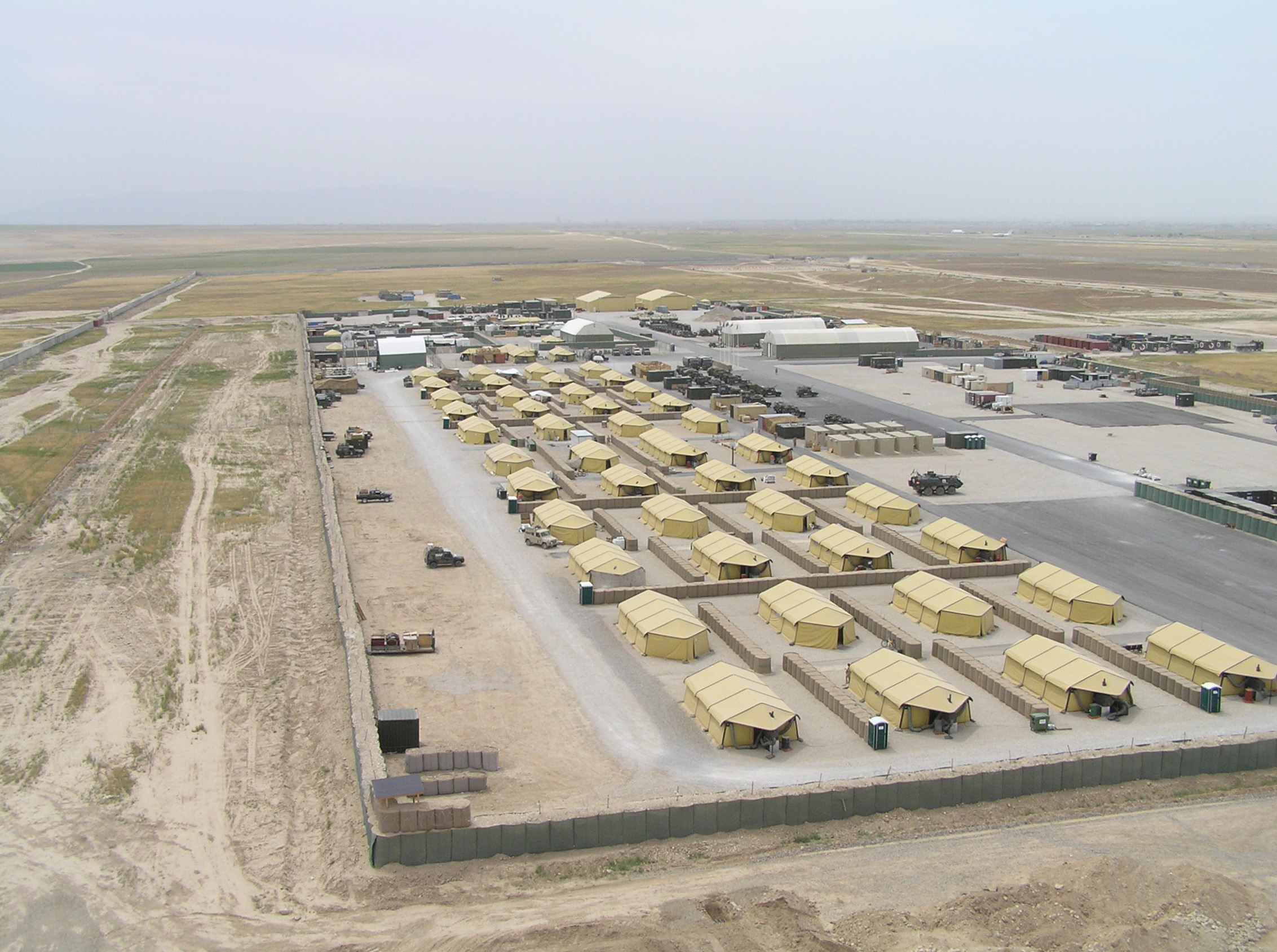

Castrametación (del latín castrametari, usado por Tito Livio, y que se compone de castra, plural de castrum, campamento, y metari, medir) es el arte de disponer los campamentos militares.
Aunque todos los pueblos guerreros de la Antigüedad tuvieron su modo peculiar de acampar, ninguno llegó al grado de perfección de los romanos, cuyos campamentos se consideran un modelo. Ellos fueron realmente los creadores de la castrametación, y por los minuciosos pormenores con que tratan del asunto las obras de Polibio, Vegecio y Justo Lipsio, se puede deducir la importancia que le dieron. 
En la época del Renacimiento se estudiaron e imitaron las instituciones militares griegas y romanas. Hubo en todos los ejércitos reglas prolijas para el trazado geométrico de los campamentos.
En la actualidad, la importancia de la castrametación ha decaído mucho, pues la rapidez, que es la característica de las operaciones militares, no se aviene con las forzosas dilaciones del establecimiento de los campamentos, y la magnitud de los contingentes que se ponen en juego no permite tampoco llevar el inmenso convoy de tiendas que se necesitan para alojarlos. Por eso las tropas vivaquean o se acantonan, rara vez acampan; y aun al hacerlo atienden más a las necesidades tácticas que a las exigencias técnicas, prescindiendo de alineaciones y otros pormenores.